# Mikel Oyarzabal
Mikel Oyarzabal Ugarte (Éibar, Guipúzcoa, 21 de abril de 1997) es un futbolista español que juega como centrocampista o delantero en la Real Sociedad de la Primera División de España.
Como internacional español se proclamó con las categorías inferiores, campeón continental en la Eurocopa Sub-21 de 2019 y medallista olímpico en los Juegos Olímpicos de Tokio 2020. Debutó con la selección española en 2016 frente a Bosnia, siendo internacional absoluto con España. Con ella se ha proclamado campeón de Europa en 2024, siendo pieza clave en la consecución del título, anotando el gol de la victoria ante Inglaterra en el minuto 86' de la final.

## Trayectoria
Nacido en Éibar, Guipúzcoa; Oyarzabal se inició en su escuela a las órdenes de Germán Andueza Berregi. Después Oyarzabal pasó a la cantera de la S. D. Eibar, donde permaneció hasta los 14 años.
En 2011 se incorporó a la cantera de la Real Sociedad, en edad cadete. Fue cedido a la SD Eibar juvenil en la temporada 2013-14. En la 2014-15, ya de nuevo con el equipo txuriurdin, destacó sobremanera en el juvenil que ganó su grupo de la Liga e incluso llegó a participar en cinco encuentros con el Sanse en 2.ª B. Inició la temporada 2015-16 con el filial, aunque pronto pasó al primer equipo donostiarra.
Debutó el 25 de octubre de 2015 con el primer equipo, en el estadio Ciudad de Valencia, en una victoria por 0-4 ante el Levante U. D. El 8 de febrero marcó su primer gol frente al R. C. D. Espanyol, en la victoria por 0 goles a 5 por parte del equipo txuri urdin. Días después, marcó su primer doblete como futbolista en la victoria por 3-0 frente al Granada C. F. Finalmente, acabó la temporada como titular indiscutible y marcando 6 goles en total, uno de ellos vital en la victoria por 1-0 ante el F. C. Barcelona con apenas 18 años, convirtiéndose en la gran revelación del equipo.
El 19 de agosto de 2016 renovó su contrato con la Real Sociedad hasta 2022. En su primera temporada completa con el primer equipo, solo pudo lograr cuatro goles, aunque uno de ellos fue muy importante para dar la clasificación para la fase de grupos de la Liga Europa. El 11 de marzo de 2018 disputó su partido número cien como jugador del club donostiarra. En la temporada 2017-18 fue el segundo máximo goleador del equipo con catorce goles, doce en Liga y dos en Liga Europa.
Desde la temporada 2018-19 pasó a lucir el número 10 tras la retirada de Xabi Prieto. El 14 de agosto renovó su contrato hasta 2024 con una cláusula de rescisión de 75 millones de euros. El 5 de octubre logró un doblete en el triunfo por 1 a 3 ante el Athletic Club en San Mamés. El 2 de febrero, en el partido de vuelta, marcó un nuevo tanto en el derbi vasco (2-1). Acabó la temporada con catorce goles, siendo el máximo goleador de la plantilla por delante de Willian José.
El 17 de agosto de 2019 marcó de penalti, en el minuto 101, el gol más tardío en la Primera División en el siglo XXI frente al Valencia C. F. en Mestalla (1-1).
El 3 de abril de 2021, en el Estadio de la Cartuja, anotó el único tanto de la final de la Copa del Rey 2019-20 desde el punto de penalti, dándole así a la Real Sociedad su tercera Copa y la primera desde 1987.

## Selección nacional
Fue internacional con la categoría sub-21 de España, con la que debutó en marzo de 2017. Acudió al Europeo sub-21 de 2017, donde el combinado español fue subcampeón y Mikel solo fue titular en una ocasión. El 30 de junio de 2019 se proclamó campeón de la Eurocopa sub-21, donde tuvo un papel destacado al lograr dos goles en cinco partidos.
No obstante, su debut con la absoluta se produjo varios meses antes, en mayo de 2016, cuando fue convocado por Vicente del Bosque para participar en los entrenamientos previos a la Eurocopa de Francia y conocer el ambiente de la selección de cara a futuras convocatorias. Llegó a debutar esa misma semana en un amistoso, disputado el 29 de mayo, ante Bosnia reemplazando a Nolito en una victoria por 3-1.
Tres años después de ese momento, el 10 de junio de 2019, marcó su primer gol con la absoluta en la clasificación para la Eurocopa 2020 ante Suecia. Participó en el torneo y anotó en los octavos de final contra Croacia, lo que le convirtió en el primer jugador de la Real Sociedad en marcar en una Eurocopa. Unas semanas después participó con la selección olímpica en los Juegos Olímpicos, competición en la que vio puerta en tres ocasiones, una de ellas en la final, y logró la medalla de plata. También marcó en la final de la Liga de Naciones de la UEFA 2020-21 el primer gol del encuentro, aunque fue Francia quien se acabó llevando el título.
El 5 de junio de 2024 se convirtió en el tercer jugador en la historia de la selección de España que marca un triplete de goles saliendo como suplente, tras Alfonso Pérez Muñoz en 1996 y Roberto Soldado en 2012, y el primer jugador de la Real Sociedad en marcar tres goles en un encuentro con la selección. Un mes después anotó el gol de la victoria en la final de la Eurocopa 2024 que España ganó frente a Inglaterra.

### Participaciones en Eurocopas
| Copa          | Sede     | Resultado   | Partidos | Goles |
| ------------- | -------- | ----------- | -------- | ----- |
| Eurocopa 2020 | Europa   | Semifinales | 6        | 1     |
| Eurocopa 2024 | Alemania | Campeón     | 7        | 1     |

### Participación en los Juegos Olímpicos
| Juegos Olímpicos               | Sede  | Resultado        | Partidos | Goles |
| ------------------------------ | ----- | ---------------- | -------- | ----- |
| Juegos Olímpicos de Tokio 2020 | Tokio | Medalla de plata | 6        | 3     |

### Goles internacionales
| Goles internacionales con España | Goles internacionales con España | Goles internacionales con España             | Goles internacionales con España | Goles internacionales con España | Goles internacionales con España | Goles internacionales con España                     |
| N.º                              | Fecha                            | Estadio                                      | Rival                            | Gol                              | Resultado                        | Competición                                          |
| -------------------------------- | -------------------------------- | -------------------------------------------- | -------------------------------- | -------------------------------- | -------------------------------- | ---------------------------------------------------- |
| 1.                               | 10 de junio de 2019              | Estadio Santiago Bernabéu, Madrid            | Suecia                           | 3-0                              | 3-0                              | Clasificación Eurocopa 2020                          |
| 2.                               | 18 de noviembre de 2019          | Estadio Metropolitano, Madrid                | Rumania                          | 5-0                              | 5-0                              | Clasificación Eurocopa 2020                          |
| 3.                               | 10 de octubre de 2020            | Estadio Alfredo Di Stéfano, Madrid           | Suiza                            | 1-0                              | 1-0                              | Liga de Naciones de la UEFA 2020-21                  |
| 4.                               | 17 de noviembre de 2020          | Estadio de La Cartuja, Sevilla               | Alemania                         | 6-0                              | 6-0                              | Liga de Naciones de la UEFA 2020-21                  |
| 5.                               | 28 de junio de 2021              | Parken Stadion, Copenhague                   | Croacia                          | 3-5                              | 3-5                              | Eurocopa 2020                                        |
| 6.                               | 10 de octubre de 2021            | Estadio Giuseppe Meazza, Milán               | Francia                          | 1-0                              | 1-2                              | Liga de Naciones de la UEFA 2020-21                  |
| 7.                               | 16 de noviembre de 2023          | Limassol Arena, Limasol                      | Chipre                           | 0-2                              | 1-3                              | Clasificación Eurocopa 2024                          |
| 8.                               | 5 de junio de 2024               | Estadio Nuevo Vivero, Badajoz                | Andorra                          | 2-0                              | 5-0                              | Amistoso                                             |
| 9.                               | 5 de junio de 2024               | Estadio Nuevo Vivero, Badajoz                | Andorra                          | 3-0                              | 5-0                              | Amistoso                                             |
| 10.                              | 5 de junio de 2024               | Estadio Nuevo Vivero, Badajoz                | Andorra                          | 4-0                              | 5-0                              | Amistoso                                             |
| 11.                              | 8 de junio de 2024               | Estadio Mallorca Son Moix, Palma de Mallorca | Irlanda del Norte                | 5-1                              | 5-1                              | Amistoso                                             |
| 12.                              | 14 de julio de 2024              | Estadio Olímpico de Berlín, Berlín           | Inglaterra                       | 2-1                              | 2-1                              | Eurocopa 2024                                        |
| 13.                              | 15 de noviembre de 2024          | Parken Stadion, Copenhague                   | Dinamarca                        | 0-1                              | 1-2                              | Liga de Naciones de la UEFA 2024-25                  |
| 14.                              | 23 de marzo de 2025              | Estadio de Mestalla, Valencia                | Países Bajos                     | 1-0                              | 3-3                              | Liga de Naciones de la UEFA 2024-25                  |
| 15.                              | 23 de marzo de 2025              | Estadio de Mestalla, Valencia                | Países Bajos                     | 2-1                              | 3-3                              | Liga de Naciones de la UEFA 2024-25                  |
| 16.                              | 8 de junio de 2025               | Allianz Arena, Múnich                        | Portugal                         | 1-2                              | 2-2                              | Fase final de la Liga de Naciones de la UEFA 2024-25 |

## Estadísticas

### Clubes
Actualizado al último partido disputado el 16 de agosto de 2025.
| Club                       | Div.          | Temporada     | Liga  | Liga  | Liga   | Copas nacionales | Copas nacionales | Copas nacionales | Copas internacionales | Copas internacionales | Copas internacionales | Total | Total | Total  |
| Club                       | Div.          | Temporada     | Part. | Goles | Asist. | Part.            | Goles            | Asist.           | Part.                 | Goles                 | Asist.                | Part. | Goles | Asist. |
| -------------------------- | ------------- | ------------- | ----- | ----- | ------ | ---------------- | ---------------- | ---------------- | --------------------- | --------------------- | --------------------- | ----- | ----- | ------ |
| Real Sociedad "B" · España | 2.ª B         | 2014-15       | 5     | 0     | 0      | —                | —                | —                | —                     | —                     | —                     | 5     | 0     | 0      |
| Real Sociedad "B" · España | 2.ª B         | 2015-16       | 8     | 3     | 1      | —                | —                | —                | —                     | —                     | —                     | 8     | 3     | 1      |
| Real Sociedad "B" · España | Total club    | Total club    | 13    | 3     | 1      | 0                | 0                | 0                | 0                     | 0                     | 0                     | 13    | 3     | 1      |
| Real Sociedad · España     | 1.ª           | 2015-16       | 22    | 6     | 1      | 2                | 0                | 0                | —                     | —                     | —                     | 24    | 6     | 1      |
| Real Sociedad · España     | 1.ª           | 2016-17       | 38    | 2     | 7      | 5                | 2                | 1                | —                     | —                     | —                     | 43    | 4     | 8      |
| Real Sociedad · España     | 1.ª           | 2017-18       | 35    | 12    | 5      | 2                | 0                | 0                | 6                     | 2                     | 1                     | 43    | 14    | 6      |
| Real Sociedad · España     | 1.ª           | 2018-19       | 37    | 13    | 2      | 4                | 1                | 0                | —                     | —                     | —                     | 41    | 14    | 2      |
| Real Sociedad · España     | 1.ª           | 2019-20       | 37    | 10    | 11     | 8                | 3                | 2                | —                     | —                     | —                     | 45    | 13    | 13     |
| Real Sociedad · España     | 1.ª           | 2020-21       | 33    | 11    | 8      | 3                | 2                | 1                | 7                     | 0                     | 1                     | 43    | 13    | 10     |
| Real Sociedad · España     | 1.ª           | 2021-22       | 22    | 9     | 3      | 5                | 3                | 0                | 6                     | 3                     | 1                     | 33    | 15    | 4      |
| Real Sociedad · España     | 1.ª           | 2022-23       | 23    | 4     | 1      | 3                | 0                | 0                | 2                     | 0                     | 0                     | 28    | 4     | 1      |
| Real Sociedad · España     | 1.ª           | 2023-24       | 33    | 9     | 3      | 4                | 3                | 0                | 7                     | 2                     | 0                     | 44    | 14    | 3      |
| Real Sociedad · España     | 1.ª           | 2024-25       | 35    | 9     | 3      | 6                | 4                | 4                | 12                    | 5                     | 1                     | 53    | 18    | 8      |
| Real Sociedad · España     | 1.ª           | 2025-26       | 1     | 0     | 0      | 0                | 0                | 0                | —                     | —                     | —                     | 1     | 0     | 0      |
| Real Sociedad · España     | Total club    | Total club    | 316   | 85    | 44     | 42               | 18               | 8                | 40                    | 12                    | 4                     | 398   | 115   | 56     |
| Total carrera              | Total carrera | Total carrera | 329   | 88    | 45     | 42               | 18               | 8                | 40                    | 12                    | 4                     | 411   | 118   | 57     |
| 1. 2.                      |               |               |       |       |        |                  |                  |                  |                       |                       |                       |       |       |        |

Fuentes: Besoccer - Transfermarkt - ESPN - La Liga

### Hat-tricks
| 1 | 5 de junio de 2024 | Estadio Nuevo Vivero, Badajoz | España - Andorra |  | 5 - 0 | Amistoso |

## Palmarés

### Títulos nacionales
| Título       | Club          | País   | Año  |
| ------------ | ------------- | ------ | ---- |
| Copa del Rey | Real Sociedad | España | 2020 |

### Títulos internacionales
| Título           | Club (*) | Sede                | Año  |
| ---------------- | -------- | ------------------- | ---- |
| Eurocopa sub-21  | España   | Italia - San Marino | 2019 |
| Juegos Olímpicos | España   | Tokio               | 2020 |
| Eurocopa         | España   | Alemania            | 2024 |

(*) Incluye la selección.